# Wendland
Wendland, Vendland, Ventheland o Vandalia (i primi tre nomi sono norreni, il quarto è latino) è una terra citata da alcuni autori latini (Plinio il Vecchio, Tacito, Tolomeo) e nominata nell'opera danese chiamata Chronicon Lethrense. Sebbene il nome latino rimandi ai Vandali, il popolo che abitava questa terra era quello dei Venedi, un popolo slavo. Non si sa bene dove si trovi questa terra; le principali ipotesi sono che si tratti di:
- fino al Medio Evo tutta la regione abitata da slavi occidentali, con l'esclusione di polacchi, cechi e slovacchi. Come tale è menzionata intorno al 900 da Wulfstan di Hedeby col termine di Weonodland:

(Wulfstan di Hedeby)
- un antico nome della Finlandia, precisamente del Varsinais-Suomi (secondo lo storico finlandese Matti Klinge); questa teoria, condivisa da alcuni studiosi, si basa sull'interpretazione di alcune vecchie mappe, che pongono Wendland nell'estremo nord o nella Russia europea, e sull'antico nome del Golfo di Finlandia, Mare Vendicus.
- dal 1700 viene così chiamata la regione ad est di Hannover,  fino a quel momento la zona più occidentale in cui era parlata una lingua di derivazione slava. Attualmente corrisponde, in senso amministrativo, al circondario di Lüchow-Dannenberg.

## Movimento anti-nucleare
Da parecchi anni il territorio di Gorleben, appartenente al circondario, è il centro di un forte movimento di protesta anti-nucleare che si oppone al progetto di trasporto ed interramento delle scorie nucleari che coinvolge l'organizzazione Castor  